# Brian Howard (football)
Pour les articles homonymes, voir Brian Howard.
Brian Richard William Howard (né le 23 janvier 1983 à Winchester (Angleterre)) est un footballeur anglais.

## Biographie

### En club
Né près de Southampton, c'est naturellement dans le club de sa ville natale qu'il commence sa carrière, avant de partir à Swindon Town en 2003. Il est transféré de Sheffield United à Reading durant l'été 2009.

### En équipe nationale
Bien que né en Angleterre, Howard a un père écossais. Le 26 mars 2008, il est appelé par le sélectionneur écossais George Burley pour un match contre la Croatie. Mais n'ayant pas fait valoir auprès de l'UEFA sa volonté de porter les couleurs de l'Écosse avant l'âge de 21 ans, l'institution refuse de valider son éligibilité à porter ce maillot. Ainsi, il ne peut finalement être aligné pour ce match et ne peut jouer que pour l'Angleterre.